# موريس شامبين
موريس شامبين (بالفرنسية: Maurice Champagne)‏ (1868 - 1951)؛ روائي فرنسي.